# ČSD-Baureihe E 669.1
Die ČSD-Baureihe E 669.1 (ab 1988: Baureihe 181) ist eine sechsachsige elektrische Güterzuglokomotive der einstigen Tschechoslowakischen Staatsbahn ČSD für das 3-kV-Gleichstromsystem im Norden und Osten der ehemaligen Tschechoslowakei. Sie entstand als Weiterentwicklung aus der ebenfalls sechsachsigen Baureihe E 669.0.

## Entwicklung
Nachdem die beiden Prototypen E 669.001 und 002 die in sie gestellten Erwartung erfüllten, wurden in Ableitung ihrer Konstruktion die Serienlokomotiven bei Škoda in Plzeň in den Jahren 1961 und 1962 hergestellt. Die Lokomotiven wurden in zwei Serien (001-080) und (081-150) gebaut. Die Lokomotiven der ersten Serie hatte eine verringerte Leistung, da sie für den Betrieb auf 1,5 kV Gleichstrom mit niederen Leistungen in den Fahrmotoren ausgelegt waren.
Die Lokomotiven wurden ausschließlich für den schweren Güterzugdienst, wo sie Doppelbespannungen der ČSD-Baureihe E 469.0 vermeiden sollten, und für den Schiebedienst hergestellt.
In den Jahren 1960 bis 1976 wurde aus der Lokomotive eine Exportvariante für die UdSSR abgeleitet, die dort unter der Bezeichnung ČS 2 fuhr.

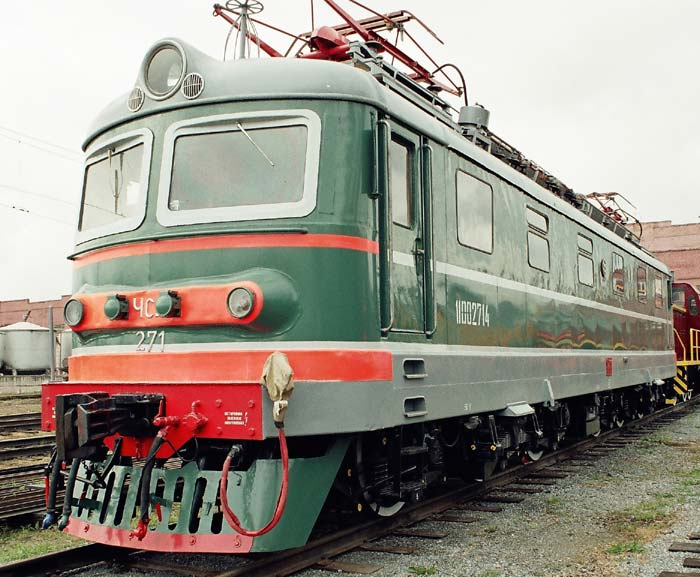
Ansicht der Lokomotive ČS 2

## Technische Merkmale

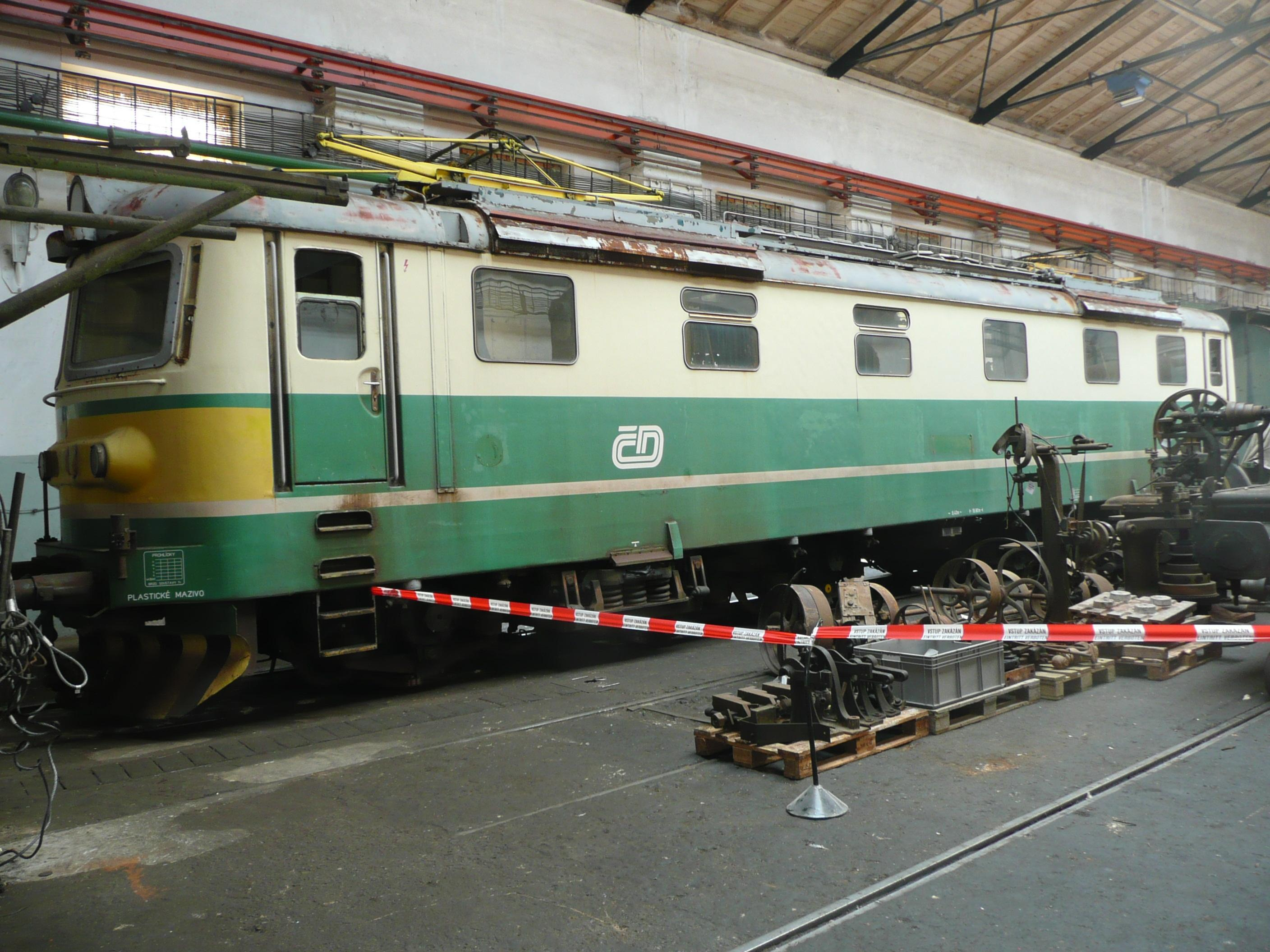
Erhaltene E 669.1 im Lokomotivdepot Chomutov

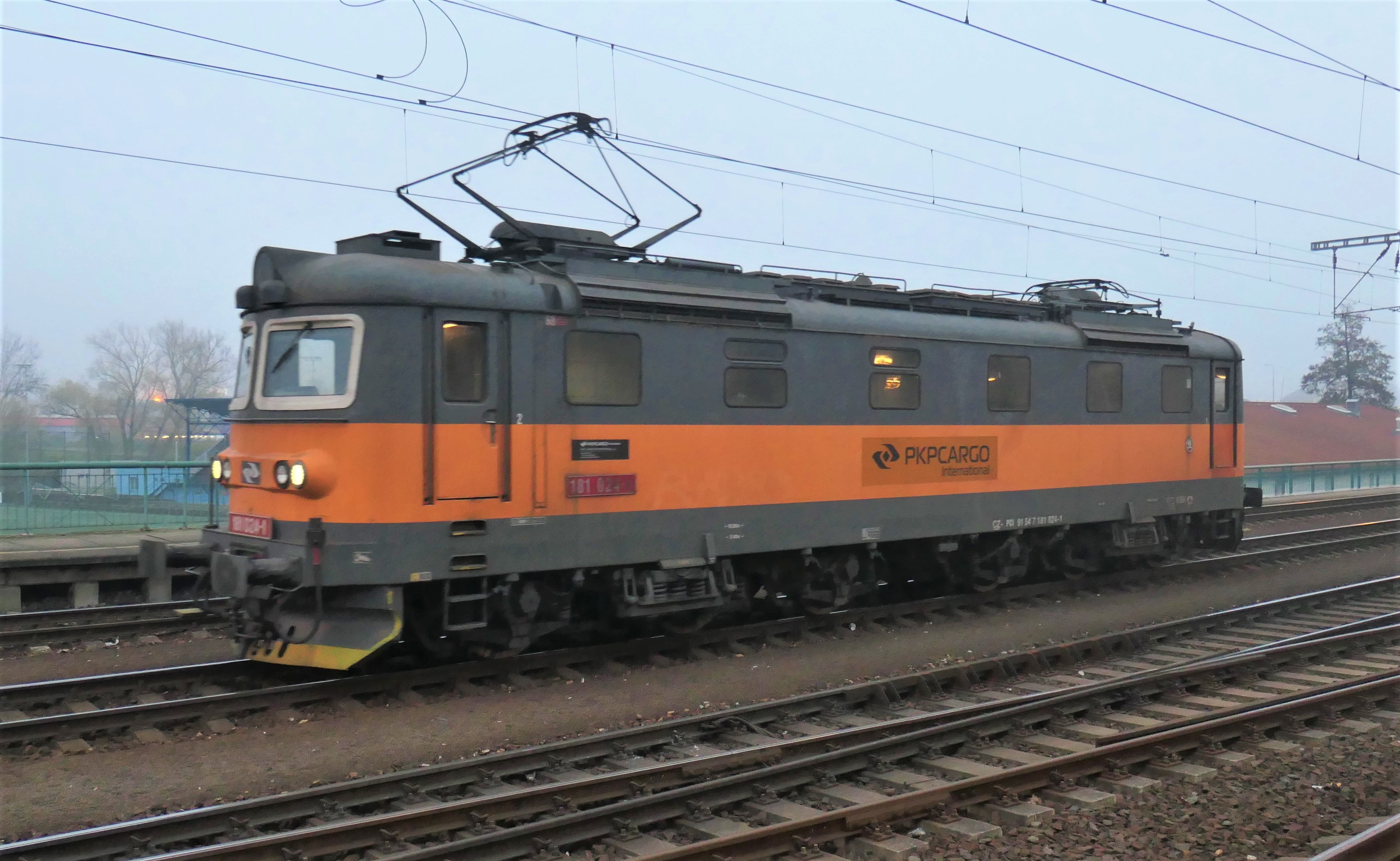
181.024 2022 im Bahnhof Děčín hln

Die Lokomotiven sind Kastenlokomotiven mit an beiden Spitzen angeordneten Führerständen und dazwischen liegenden zentral verschlossenen Maschinenraum. Der Kasten der Lokomotiven ist geschweißt mit Stahlplatten, in der Ausführung erscheint er so wie die anderen Lokomotiven von Škoda der I. Generation. Er besitzt nur einen Aufstieg zu dem Führerstand, auf der linken Seite.
Die Drehgestelle sind mit dem Rahmen des Lokkastens über den Drehzapfen gelagert und sekundär abgefedert. Ursprünglich geschah diese Federung mit einer Blattfeder, nach einer späteren Rekonstruktion wurde diese durch ein Paket Schraubenfedern ersetzt, welches den Lokkasten trägt. Die Achsen sind mit 2 Blattfedern im Drehgestellrahmen gefedert. Die mittlere Achse hat einen um 10 mm geschwächten Radreifen. Beide Drehgestelle sind durch eine Kupplung miteinander verbunden.
Die Lokomotive wird gesteuert durch eine Widerstandssteuerung, die über einen Hauptkontroler elektropneumatisch angesteuert werden. Der Hauptkontroler wird durch den Fahrschalter betätigt. Die Lokomotive besitzt 42 Fahrstufen. Die Traktionsfahrmotoren sind als Tatzlagerfahrmotoren ausgeführt und werden geschaltet in drei Erregerformen; 1. Serie (6 Fahrmotoren in Reihe, U = 500 V), 2. serioparallel 1 (2 Satz mit je 3 Fahrmotoren in Reihe, U = 1 kV) und 3. serioparallel 2 (3 Satz mit 2 Motoren in Reihe, U = 1,5 kV). Die Lokomotiven sind ausgerüstet mit einem Gleitschutz und einer Sicherheitsfahrschaltung.

## Einsatz
Die Lokomotiven beeindruckten von Anfang an durch ihre enorme Zugkraft und ihre ruhige Gleislage vor schweren Zügen. Sehr vorteilhaft sind auch ihre einfache Konstruktion und ihre Zuverlässigkeit. Obwohl sie schon sehr alt sind, sind sie nach wie vor beliebte Maschinen. Hervorgehoben wurde auch die Ruhe der Hilfsbetriebe gegenüber der Reihe 121 und 141.
Ihr Hauptnachteil war allerdings, dass durch das dreiachsige Drehgestell im Bogen die Geschwindigkeit herabgesetzt werden musste, ansonsten beschädigten die Radreifen der dreiachsigen Drehgestelle die Schienen. Auf Grund dieser Eigenschaft, und durch sinkende Transportleistungen im Güterverkehr, sind die Fahrzeuge im großen und ganzem durch die neue Reihe 163 verdrängt, die dank ihrer zweiachsigen Drehgestelle solche Deformationen des Oberbaues vermeidet.
Alle Lokomotiven gingen nur in den Bestand der ČD über. Obwohl für die heutigen Transportleistungen vierachsige Lokomotiven ausreichend sind, befinden sich noch einige Lokomotiven der großen Güterzug-Elektrolokomotive im Dienst. Ab 2005 gelangten einige Maschinen auch an private polnische Betreiber, wobei die meisten auf Mietbasis vermittelt wurden. Sie bekamen die neue Bezeichnung ET23. So wurden an DB Schenker Rail Polska 20 Lokomotiven, Lotos Kolej 22 Lokomotiven, STK 5 Lokomotiven und Transoda 3 Lokomotiven vermietet.